# Chase Center
Chase Center is een overdekte arena in de wijk Mission Bay in San Francisco, Californië. Het gebouw is de thuisbasis voor de Golden State Warriors van de National Basketball Association (NBA). De Warriors, die sinds 1962 in de San Francisco Bay Area zijn gevestigd, speelden van 1971 tot 2019 hun thuiswedstrijden in Oracle Arena in Oakland. Sinds 2025 is het ook de thuisbasis van de Golden State Valkyries van de Women's National Basketball Association (WNBA).

## Locatie en ontwerp

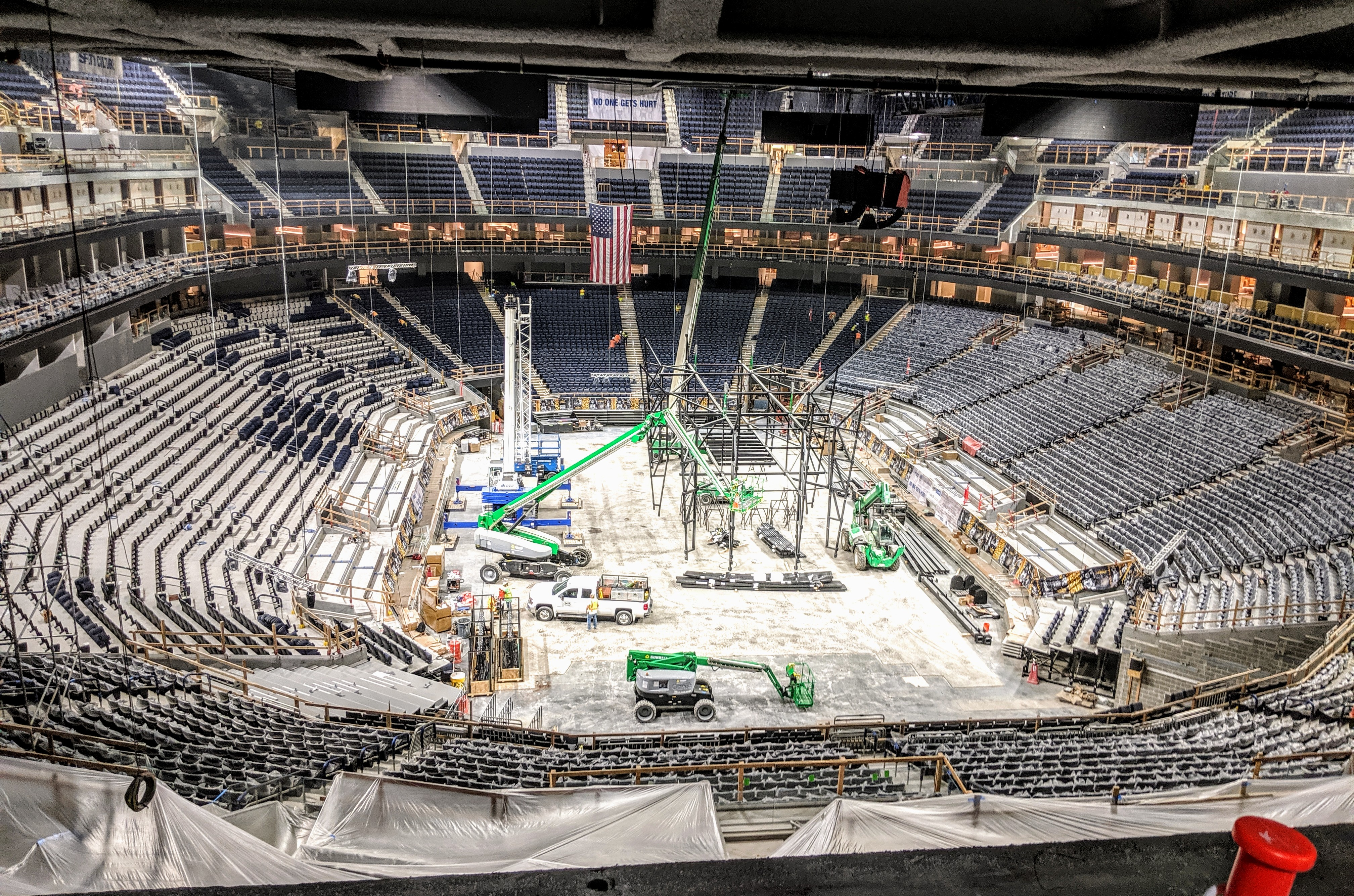
Het interieur van de arena in aanbouw in mei 2019

De arena staat aan Third Street en 16th Street in de wijk Mission Bay in San Francisco. De arena bevat meerdere lagen en verdiepingen en heeft een capaciteit van 18.064 personen. Het omvat ook een multifunctioneel gebied met een theaterconfiguratie met een ingang met uitzicht op een nieuw gebouwd park.
Het plan voor het bouwen van een nieuwe arena werd aangekondigd op 22 mei 2012, tijdens een persconferentie van de Golden State Warriors op de voorgestelde locatie, bijgewoond door de toenmalige burgemeester van San Francisco Ed Lee.

## Opening

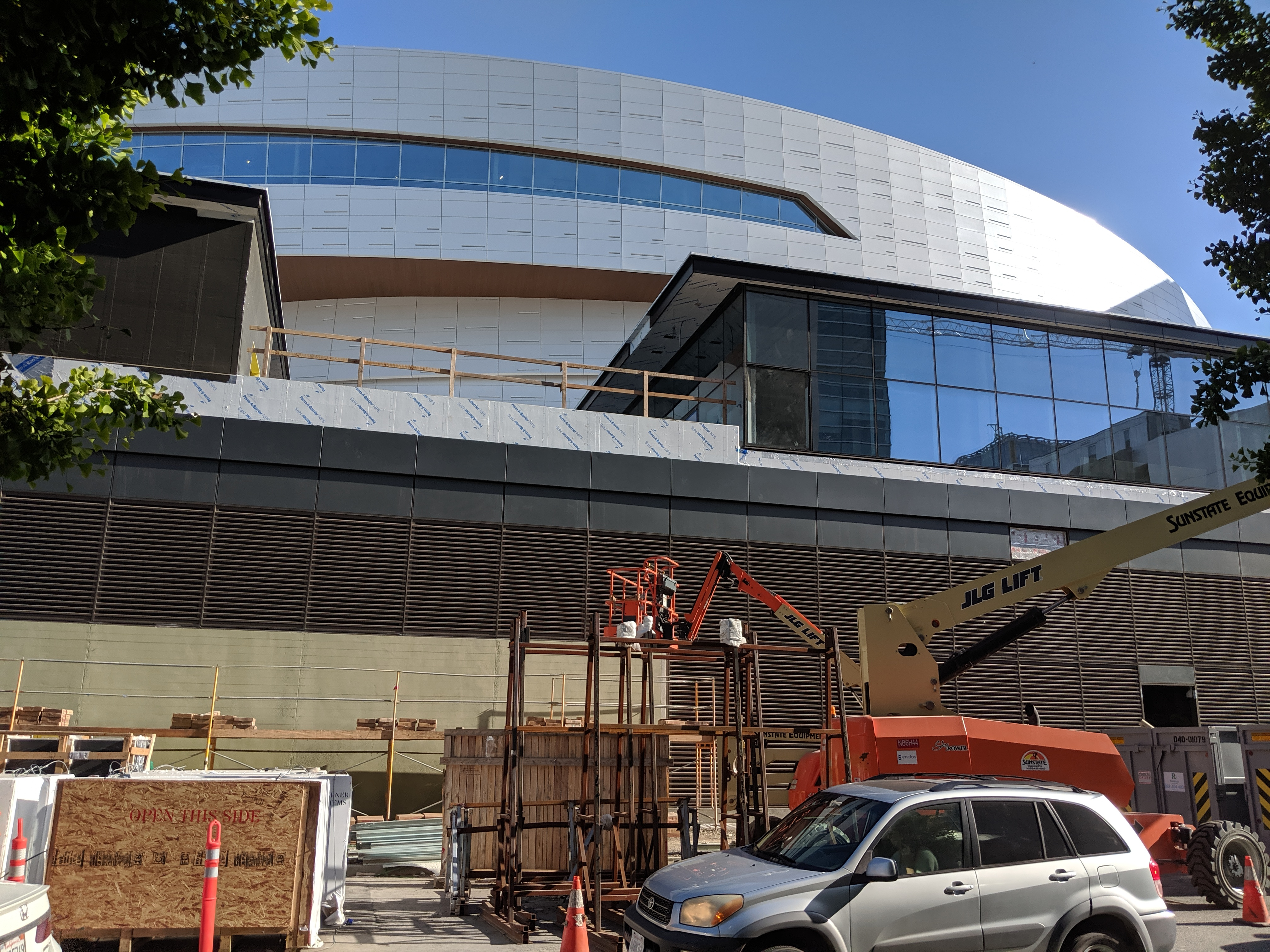
In aanbouw in mei 2019

De arena werd officieel geopend op 6 september 2019, met een concert van Metallica en de San Francisco Symphony. De Warriors spelen hun eerste voorseizoenwedstrijd in het Chase Center tegen de Los Angeles Lakers op 5 oktober 2019. Ze spelen hun eerste seizoenswedstrijd daar tegen de Los Angeles Clippers op 24 oktober 2019.

## Evenementen
Naast basket, atletiek en worstelen is de arena ook een van de belangrijkste concertlocaties van San Francisco. Tussen 2019 en 2023 gaven de volgende artiesten reeds (meerdere) concerten in de Chase Center: Janet Jackson, Mumford and Sons, Jonas Brothers, Ariana Grande, Elton John, Bad Bunny, Tame Impala, Michael Bublé, Eagles, Metallica, John Mayer, Billie Eilish, The Killers, Alicia Keys, Panic! at the Disco, Lizzo, Andrea Bocelli, Drake, ...